# Digama disticta
Digama disticta là một loài bướm đêm thuộc phân họ Arctiinae, họ Erebidae.